# Aurelian Stan
Aurelian Stan (n. 1910 – d. 2003) a fost un inginer român, căpitan, membru de onoare (1993) al Academiei Române.

## Biografie
A fost membru corespondent al Academiei de Științe din România începând cu 5 iunie 1943 la Secția VII - Geniu militar.